# Sphyraena flavicauda
La barracuda de cola amarilla,   Sphyraena flavicauda,  es una barracuda de la familia Sphyraenidae,  del océano Occidental Pacífico Índico.  Su longitud va de 3-6 dm, con media de 4.  
Su cuerpo tiene dos rayas longitudinales pardas, que pueden desaparecer en los viejos especímenes; cuerpo muy alargado, subcilíndrica. Cabeza larga, puntiaguda,  ligeramente comprimida dorsalmente. Mandíbula superior con varios dientes caniniformes. Palatinos con una hilera de 4 a 5 aguzados dientes;  hilera de pequeños dientes premaxilares; mandíbula inferior, con un solo diente caniniforme, y siguen una hilera de aguzados y pequeños dientes. Dos aletas dorsales bien separadas; la segunda se origina ligeramente por delante de la vertical que pasa por el origen de la anal. El extremo distal de la pectoral no alcanza a la vertical que pasa por el origen de la 1ª dorsal. La aleta caudal es amarillenta.  Suele confundírsela ocasionalmente con la especie Sphyraena obtusata, pero es más elongada.
Vive en manadas, y se alimenta exclusivamente de otros peces. 

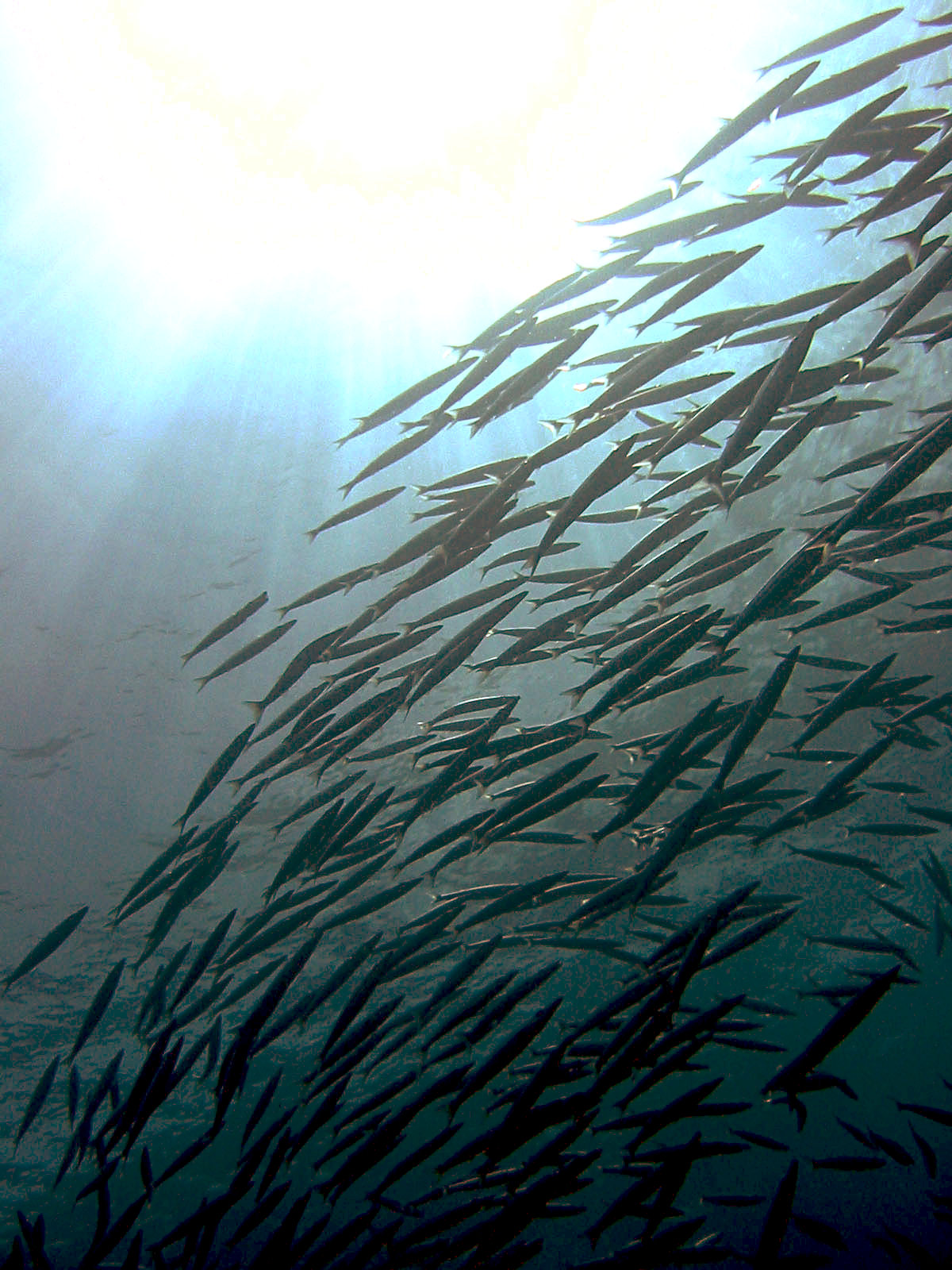
Cardumen juvenil, Dahab